# Karin Köllerer
Karin Köllerer (* 8. Oktober 1970 in Kuchl, Land Salzburg) ist eine ehemalige österreichische Skirennläuferin, deren stärkste Disziplin der Slalom war. Sie erreichte vier Podestplätze in Weltcuprennen, wurde in der Saison 2000/01 Vierte des Slalomweltcups und gewann in der Saison 1994/95 die Gesamtwertung des Europacups. Bei Weltmeisterschaften waren zwei sechste Plätze 1999 und 2001 ihre besten Ergebnisse.

## Biografie
Köllerer stand im Alter von zwei Jahren erstmals auf Skiern und kam bereits als Fünfjährige zum Skiclub ihres Heimatortes Kuchl. 1980 wurde sie in den Salzburger Landeskader und später in den Kader des Österreichischen Skiverbandes aufgenommen. 1987 wurde Köllerer Salzburger Landesmeisterin im Riesenslalom und im Super-G. 1988 kam sie bei den Juniorenweltmeisterschaften in Madonna di Campiglio zum Einsatz, wo ihr bestes Resultat der 13. Platz im Super-G war. Im selben Jahr gewann sie ihren ersten von insgesamt fünf österreichischen Meistertiteln (2× Kombination und 3× Slalom). Am 6. Jänner 1989 kam die damals 18-Jährige im Riesenslalom von Schwarzenberg zu ihrem Debüt im Weltcup. Sie belegte den 25. Platz, gewann aber noch keine Weltcuppunkte, da diese bis zum Ende der Saison 1990/91 nur für die besten 15 vergeben wurden (danach für die besten 30).
Neben einzelnen Starts im Weltcup lag das Hauptaugenmerk zunächst im Europacup, wo sie in der Saison 1989/90 mit einem Sieg in Haus Im Ennstal die Super-G-Wertung für sich entschied. Im Dezember 1990 gewann Köllerer ihre ersten Weltcuppunkte, als sie in der Kombination von Morzine den 13. Platz belegte. Gegen Ende der Saison 1990/91 erreichte sie mit dem zehnten Rang im Slalom von Lake Louise ihr erstes Top-10-Ergebnis. Zunehmend wurden der Riesenslalom und insbesondere der Slalom zu Köllerers stärksten Disziplinen. Nach weiteren Top-10-Ergebnissen erzielte sie am Ende der Saison 1992/93 mit dem zweiten Platz im Slalom von Åre ihren ersten Weltcup-Podestplatz. Im Slalomweltcup belegte sie damit Rang neun. Köllerers aufsteigende Form wurde im nächsten Winter allerdings durch eine schwere Knieverletzung beendet. Wegen eines Kreuz- und Seitenbandrisses sowie eines Meniskusschadens versäumte sie den Großteil der Saison 1993/94.
Ab der Comebacksaison 1994/95 startete Köllerer im Weltcup nur noch in den technischen Disziplinen Slalom und Riesenslalom. Sie blieb in diesem Winter aber zunächst ohne zählbarem Ergebnis und konnte erst gegen Saisonende wieder punkten. Hingegen erreichte sie im Europacup 1994/95 vier Podestplätze, womit sie den Gesamteuropacup für sich entschied und Dritte der Riesenslalomwertung wurde. Im Winter 1995/96 erzielte Köllerer auch im Weltcup wieder zwei Top-10-Plätze (Fünfte im Slalom von St. Anton am Arlberg und Neunte im Riesenslalom von Veysonnaz), womit ihr in beiden Disziplinen die mannschaftsinterne Qualifikation für die Weltmeisterschaften 1996 in der spanischen Sierra Nevada gelang. Dort belegte sie im Slalom den neunten Platz, während sie im Riesenslalom nach dem zwölften Zwischenrang im zweiten Durchgang ausschied. Bei den nächsten Weltmeisterschaften 1997 in Sestriere kam sie nur im Riesenslalom zum Einsatz, wo sie erneut im zweiten Durchgang ausfiel, nachdem sie den ersten Lauf an 26. Stelle beendet hatte. Im Weltcup blieb Köllerer in den Saisonen 1996/97 und 1997/98 ohne Spitzenresultat. Bei den Olympischen Winterspielen 1998 war sie nicht am Start.
Erstmals seit drei Jahren gelangen Köllerer in der Saison 1998/99 wieder Top-10-Platzierungen im Weltcup, womit sie sich in allen Weltcupwertungen gegenüber den beiden Vorjahren deutlich verbessern konnte. Bei den Weltmeisterschaften 1999 in Vail erreichte sie im Slalom als beste Österreicherin den sechsten Platz. Im Riesenslalom schied sie abermals aus – diesmal bereits im ersten Durchgang. Weiter steigern konnte sich Köllerer im Winter 1999/2000, als ihr am 29. Dezember 1999 mit Platz drei im Slalom von Lienz der zweite Weltcup-Podestplatz ihrer Karriere gelang – mehr als sechseinhalb Jahre nach ihrem ersten Podestplatz. Zum zweiten Mal nach 1992/93 kam sie als Achte auch wieder unter die besten zehn im Slalomweltcup. Noch besser verlief die Weltcupsaison 2000/01. Köllerer erreichte den zweiten Platz im Slalom von Flachau und den dritten Rang im Slalom von Garmisch-Partenkirchen, fuhr weitere zweimal unter die schnellsten fünf und wurde Vierte im Slalomweltcup. Damit zählte sie auch im Slalom der Weltmeisterschaften 2001 in St. Anton zu den potentiellen Medaillenkandidatinnen. Nachdem sie im ersten Lauf noch den dritten Platz belegt hatte, beendete sie das Rennen aber schließlich wie zwei Jahre zuvor auf dem sechsten Rang.
Ende Dezember 2001 gab Köllerer ihren Rücktritt vom Skirennsport bekannt. Sie war mit ihrem ersten Sohn schwanger, zwei weitere Kinder folgten in den nächsten Jahren. Ihr Mann ist der frühere norwegischen Skirennläufer und spätere FIS-Damenrenndirektor Atle Skårdal, mit dem sie in Oberalm wohnt. Mitte der 2000er-Jahre schloss Köllerer ein Sportjournalismusstudium an der Universität Salzburg ab. Seit 2008 ist sie Technische Delegierte der FIS.

### Privates
Köllerer ist mit dem früheren norwegischen Skirennläufer Atle Skårdal verheiratet. Das Paar hat drei Kinder. Die gemeinsamen Söhne Niklas und Fredrik sind ebenfalls als Skirennläufer aktiv.

## Erfolge

### Weltmeisterschaften
- Sierra Nevada 1996: 9. Slalom
- Vail/Beaver Creek 1999: 6. Slalom
- St. Anton 2001: 6. Slalom

### Juniorenweltmeisterschaften
- Madonna di Campiglio 1988: 13. Super-G, 16. Abfahrt, 20. Riesenslalom

### Weltcup
- Saison 1992/93: 9. Slalomweltcup
- Saison 1999/00: 8. Slalomweltcup
- Saison 2000/01: 4. Slalomweltcup
- 4 Podestplätze und weitere 23 Top-10-Platzierungen

### Europacup
- Saison 1989/90: 1. Super-G-Wertung
- Saison 1992/93: 5. Gesamtwertung, 4. Slalomwertung
- Saison 1994/95: 1. Gesamtwertung, 3. Riesenslalomwertung
- Saison 1997/98: 5. Gesamtwertung, 2. Riesenslalomwertung
- 18 Podestplätze, davon 4 Siege:

| Saison  | Ort             | Land        | Disziplin    |
| ------- | --------------- | ----------- | ------------ |
| 1989/90 | Haus im Ennstal | Österreich  | Super-G      |
| 1990/91 | Vercors         | Frankreich  | Riesenslalom |
| 1992/93 | Berchtesgaden   | Deutschland | Slalom       |
| 1997/98 | Missen          | Deutschland | Slalom       |

### Österreichische Meisterschaften
Fünffache österreichische Meisterin:
- 3× Slalom (1995, 1998, 2000)
- 2× Kombination (1988, 1993)